# Kute Mejile
Kute Mejile is een bestuurslaag in het regentschap Aceh Tenggara van de provincie Atjeh, Indonesië. Kute Mejile telt 212 inwoners (volkstelling 2010).